# 아스테릭스 3 - 바이킹스
아스테릭스 3 - 바이킹스(Asterix Et Les Vikings, Asterix And The Vikings)는 덴마크에서 제작된 스테판 젤드마크 감독의 2006년 애니메이션, 모험, 코미디 영화이다. 로저 카렐 등이 주연으로 출연하였고 앤더스 마스트룹 등이 제작에 참여하였다.

## 출연

### 주연
- 로저 카렐
- 로란트 도이취

### 조연
- 사라 포레스티에
- 자크 프랑츠
- 피에르 팔마데
- 피에르 체르니아

## 제작진
- 원조: 알베르 우데르조
- 원조: 르네 고시니
- 배역: 잭 플레처